# 227326 Narodychi
227326 Narodychi este un asteroid din centura principală de asteroizi.

## Descriere
227326 Narodychi este un asteroid din centura principală de asteroizi. A fost descoperit pe 11 octombrie 2005 la observatorul astronomic din Andrușivka. Asteroidul prezintă o orbită caracterizată de o semiaxă mare de 2,41 ua, o excentricitate de 0,15 și o înclinație de 2,6° în raport cu ecliptica.